# Borgmesterpagten
Borgmesterpagten  er en central, europæisk bevægelse for lokale og regionale myndigheder, som frivilligt har forpligtet sig til øget energieffektivitet og brug af vedvarende energikilder i deres områder. Borgmesterpagtens underskrivere har forpligtet sig til at opfylde og gå længere end EU’s mål om at reducere CO2-emissionen med 20 % inden 2020.
Efter vedtagelsen af EU’s klima- og energipakke i 2008 iværksatte Europa-Kommissionen borgmesterpagten for at bifalde og støtte den indsats, som lokale myndigheder lægger for dagen med gennemførslen af bæredygtige energipolitikker.
EU’s institutioner har skildret borgmesterpagten som en helt særlig model for forvaltning på flere niveauer pga. pagtens unikke beskaffenhed, idet det er den eneste bevægelse af sin art, der mobiliserer lokale og regionale aktører i opfyldelsen af EU-mål.

## Underskrivere af borgmesterpagten
Lokale myndigheder i Europa, uanset størrelse – det være sig alt fra små landsbyer til hovedstæder og storbyområder – har mulighed for at underskrive borgmesterpagten. 
Byer, landsbyer og øvrige byområder spiller en afgørende rolle i forhold til at begrænse klimaforandringerne, idet de forbruger tre fjerdedele af den energi, der produceres i EU, og er ansvarlige for en tilsvarende mængde CO2-emissioner. Lokale myndigheder er også i en ideel position til at ændre borgernes holdning og tage fat på klima- og energispørgsmål på en omfattende måde, særligt ved at forene offentlige og private interesser og integrere forhold vedrørende bæredygtig energi i de overordnede, lokale udviklingsmål.
At tilslutte sig borgmesterpagten er en mulighed for lokale myndigheder til at styrke den indsats vedrørende reduktion af CO2-emission, der er iværksat i deres område, at drage fordel af Europas støtte og anerkendelse og opnå erfaringsudveksling med ligesindede i Europa.

## Formelle forpligtelser
Formålet med borgmesterpagten er mere vidtrækkende end blot en hensigtserklæring. For at opfylde de ambitiøse mål om reduceret CO2-emission, som underskriverne selv opstiller, forpligter de sig til en række tiltag og accepterer at foretage indberetning og overvågning deraf. Inden for visse foruddefinerede rammer påtager de sig formelt at leve op til følgende:
- At udvikle tilstrækkelige administrative strukturer, herunder allokering af tilstrækkelige menneskelige ressourcer, med henblik på at varetage de nødvendige tiltag;
- At udarbejde et CO2-regnskab;
- At indgive en handlingsplan for bæredygtig energi i året efter den officielle tiltrædelse af borgmesterpagten, der indeholder konkrete tiltag rettet mod at opnå en reduceret CO2-emission på mindst 20 % inden 2020;
- At indgive en implementeringsrapport mindst hvert andet år efter indgivelse af handlingsplanen for bæredygtig energi til evaluerings-, overvågnings- og verificeringsformål.

For at efterkomme det meget vigtige krav om at mobilisere lokale interessenter i udviklingen af handlingsplaner for bæredygtig energi, påtager underskriverne sig også at:
- Dele erfaring og knowhow med øvrige lokale myndigheder;
- Arrangere lokale energidage for at øge borgernes bevidsthed om bæredygtig udvikling og energieffektivitet;
- Deltage i eller bidrage til borgmesterpagtens årlige ceremoni, temaworkshops og møder blandt diskussionsgrupper;
- Sprede budskabet om pagten i de rette fora og i særdeleshed opfordre andre borgmestre til at tiltræde pagten.

## Handlingsplaner for bæredygtig energi
For at opfylde og gå længere end EU’s ambitiøse energi- og klimamål forpligter underskriverne af borgmesterpagten sig til at udarbejde en handlingsplan for bæredygtig energi i året efter tiltrædelsen. Denne handlingsplan, der skal godkendes af kommunalbestyrelsen, indeholder de aktiviteter og tiltag, der er fastlagt af underskriverne med henblik på at opfylde deres forpligtelser samt tidshorisonter og tildelte ansvarsområder.
Der findes en del teknisk og metodisk støttemateriale (herunder "vejledningen om handlingsplan for bæredygtig energi" og skabeloner, rapporter om eksisterende metoder og værktøjer etc.), der giver praktisk vejledning og tydelige anbefalinger om hele processen vedrørende handlingsplanen for bæredygtig energi. Denne støttepakke, der er baseret på lokale myndigheders praktiske erfaring og udvikling i tæt samarbejde med Europa-Kommissionens Fælles Forskningscenter, giver underskriverne af borgmesterpagten oplysninger om de vigtigste principper og en tydelig trinvis beskrivelse. Alle dokumenter kan downloades fra biblioteket på hjemmesiden www.eumayors.eu.

## Koordinering og support

### Koordinatorer og fortalere for borgmesterpagten
Underskriverne af borgmesterpagten er ikke altid i besiddelse af tilstrækkelige værktøjer og ressourcer til at udarbejde et CO2-regnskab, den tilhørende handlingsplan for bæredygtig energi og finansiere de tiltag, der forudsættes i sidstnævnte. I lyset heraf spiller provinser, regioner, netværk og grupperinger af kommuner en afgørende rolle i forhold til at hjælpe underskriverne med at opfylde deres forpligtelser.
Koordinatorer for borgmesterpagten er offentlige myndigheder fra forskellige statslige niveauer (nationale, regionale, provinsbaserede), der yder strategisk vejledning til underskriverne samt finansiel og teknisk bistand til udvikling og implementering af deres handlingsplaner for bæredygtig energi. Kommissionen skelner mellem ”regionale koordinatorer”, der er regionale, decentraliserede myndigheder – herunder provinser, regioner og offentlige grupperinger af kommuner – og ”nationale koordinatorer”, der omfatter nationale, offentlige institutioner – herunder nationale energiagenturer og energiministerier.

Fortalere for borgmesterpagten er europæiske, nationale og regionale netværk og sammenslutninger af lokale myndigheder, der udnytter deres lobby-, kommunikations- og netværksaktiviteter til at fremme borgmesterpagten og støtte op om underskrivernes forpligtelser.

### Sekretariatet for borgmesterpagten
Sekretariatet for borgmesterpagten yder dagligt markedsføringsmæssig, teknisk og administrativ bistand til borgmesterpagtens underskrivere og interessenter. Sekretariatet ledes af en sammenslutning af netværk, der repræsenterer lokale og regionale myndigheder, anført af energibyerne, og består af De Europæiske Kommuners og Regioners Råd, Climate Alliance, Eurocities og FEDARENE. Sekretariatet for borgmesterpagten, der er grundlagt af Europa-Kommissionen, er ansvarlig for den overordnede koordinering af initiativet.

### EU’s institutioner
For at støtte udarbejdelsen og implementeringen af underskrivernes handlingsplaner for bæredygtig energi har Europa-Kommissionen bidraget til udviklingen af finansielle faciliteter, der er særligt rettet mod underskriverne af borgmesterpagten, bl.a. ELENA-faciliteten, der yder støtte til forberedelse af energiinvesteringer i kommuner, og som er oprettet i samarbejde med Den Europæiske Investeringsbank til store projekter, og ELENA-KfW, der er oprettet i samarbejde med den tyske koncern KfW, der tilbyder en alternativ tilgang til mobilisering af bæredygtige investeringer for små- og mellemstore kommuner.
Ud over Europa-Kommissionen har pagten fuld opbakning fra EU’s øvrige institutioner, herunder Regionsudvalget, der har støttet initiativet siden ikrafttrædelsen, Europa-Parlamentet, hvor de to første underskriftsceremonier blev afholdt, og Den Europæiske Investeringsbank, der hjælper lokale myndigheder med at kortlægge deres investeringspotentiale.

### Fælles Forskningscenter
Europa-Kommissionens Fælles Forskningscenter er ansvarlig for at yde teknisk og videnskabelig bistand til initiativet. Det arbejder tæt sammen med sekretariatet for borgmesterpagten om at give underskriverne tydelige retningslinjer og skabeloner med henblik på at bidrage til opfyldelsen af deres forpligtelser under borgmesterpagten samt at overvåge implementeringen og resultater.

## Eksterne links
- Covenant of Mayors official Website
- Directorate-General for Energy
- Joint Research Centre
- Energy Cities
- Climate Alliance
- Council of European Municipalities and Regions
- Eurocities
- Fedarene